# Сблъсък във въздуха в Юберлинген през 2002 г.
На 1 юли 2002 г. самолетът „Туполев Ту-154M“, който изпълнява международен чартърен пътнически полет 2397 на „BAL Башкириан Еърлайнс“, от международното летище „Домодедово“, Москва, Русия, до летище „Барселона Ел Прат“, Барселона, Испания, и товарният самолет „Боинг 727-23APF“ при полет 611 на „DHL Интернешънъл Авиейшън ME“, от международното летище „Бахрейн“, Манама, Бахрейн, до летище „Брюксел“, Брюксел, Белгия, през Бергамо, Италия, се сблъскват във въздуха над Юберлинген на Боденското езеро, близо до германо-швейцарската граница. Всички 71 пътници и екипаж на борда на двата самолета са убити, като 46 от тях са ученици от Уфа, които пътуват на училищна екскурзия.
Германското федерално бюро за разследване на авиационни произшествия установява, че основната причина за сблъсъка са редица пропуски от страна на швейцарската служба за контрол на въздушното движение, която отговаря за съответния сектор, както и неясноти в процедурите по отношение на използването на системата за избягване на сблъсъци на борда. Питър Нилсен е единственият ръководител на въздушното движение, който контролира въздушното пространство, през което летят самолетите. Системата за предупреждение обаче, която съобщава за възможен предстоящ сблъсък, е изключена за поддръжка, но той не знае това.
Русия твърди, че екипажът на товарния самолет има „реална възможност“ да избегне сблъсък, но Швейцария твърди, че „Туполев Ту-154M“ е на около 33 м под нивото на полета, разпоредено от швейцарския контролер. Питър Нилсен изпада в травматичен стрес, причинен от инцидента. Швейцарските аеронавигационни служби първоначално обвиняват руския пилот за инцидента, но поемат цялата отговорност и молят роднините на жертвите за прошка.
На 24 февруари 2004 г. Питър Нилсен е убит в присъствието на съпругата си и трите им деца в дома му близо до Цюрих при акт на отмъщение от Виталий Калоев, руски гражданин, чиято съпруга и две деца са убити при инцидента. Той е арестуван и осъден на осем години затвор за непредумишлено убийство, но присъдата му е намалена, след като швейцарски съдия постановява, че той действа с намалена отговорност. Освободен е през 2007 г., след като прекарва три години и половина в затвора, тъй като психическото му състояние не е оценено адекватно при първоначалната присъда.